# Phrynus perrii
Espèce
Phrynus perrii est une espèce d'amblypyges de la famille des Phrynidae.

## Distribution
Cette espèce est endémique du Chiapas au Mexique. Elle se rencontre dans la grotte Cueva del Naranjo à Cintalapa.

## Description
La femelle holotype mesure 8,1 mm.

## Étymologie
Cette espèce est nommée en l'honneur de Gerardo Adalberto Contreras Félix surnommé Perri.

## Publication originale
- Guzman, Joya & Francke, 2015 : The first troglomorphic species of the genus Phrynus Lamarck, 1801 (Amblypygi: Phrynidae) from Mexico. Zootaxa, no 3920(3), p. 474-482.